# 鋸山林道

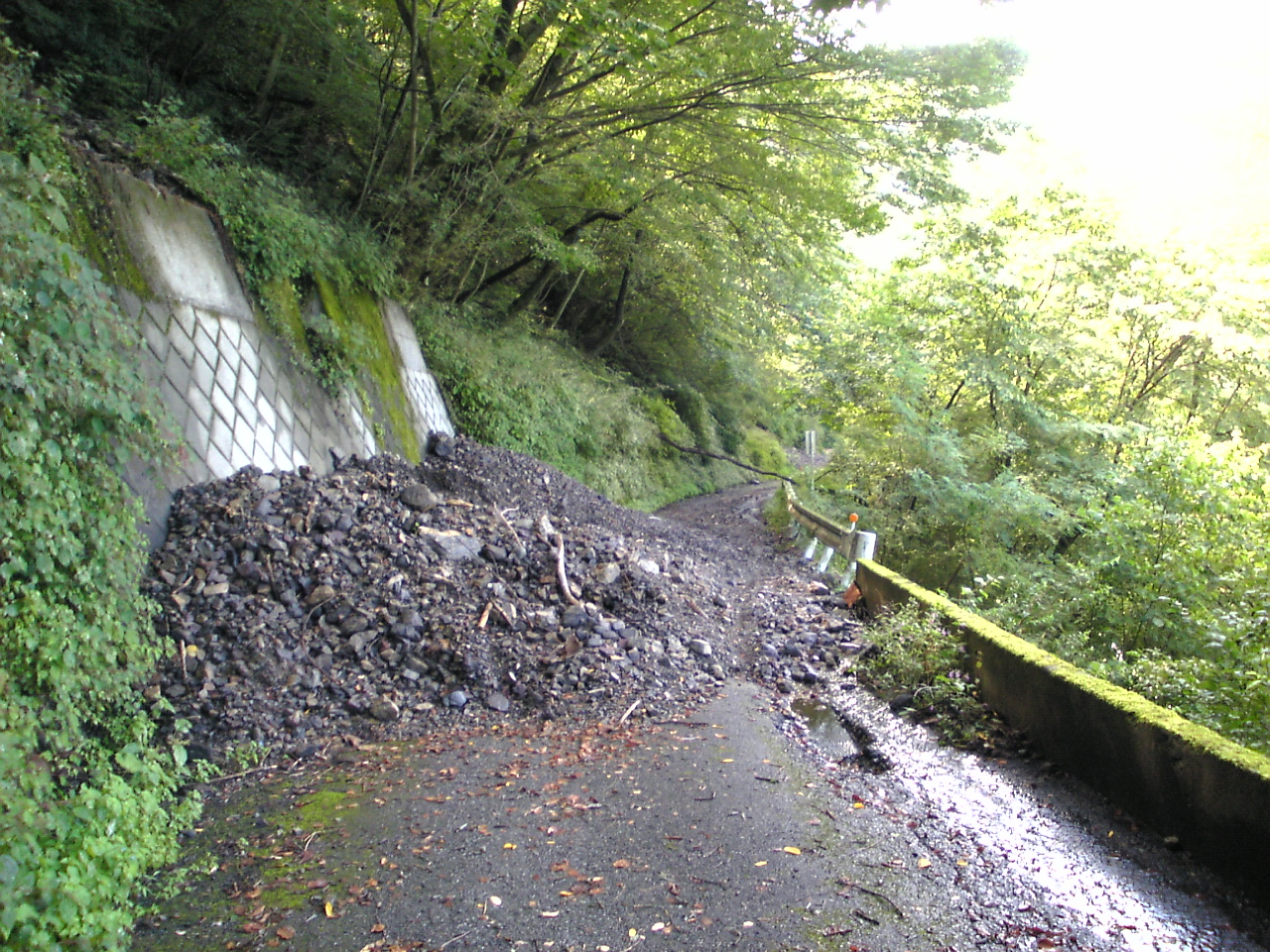
がけ崩れによる通行止めの様子（2007年9月）

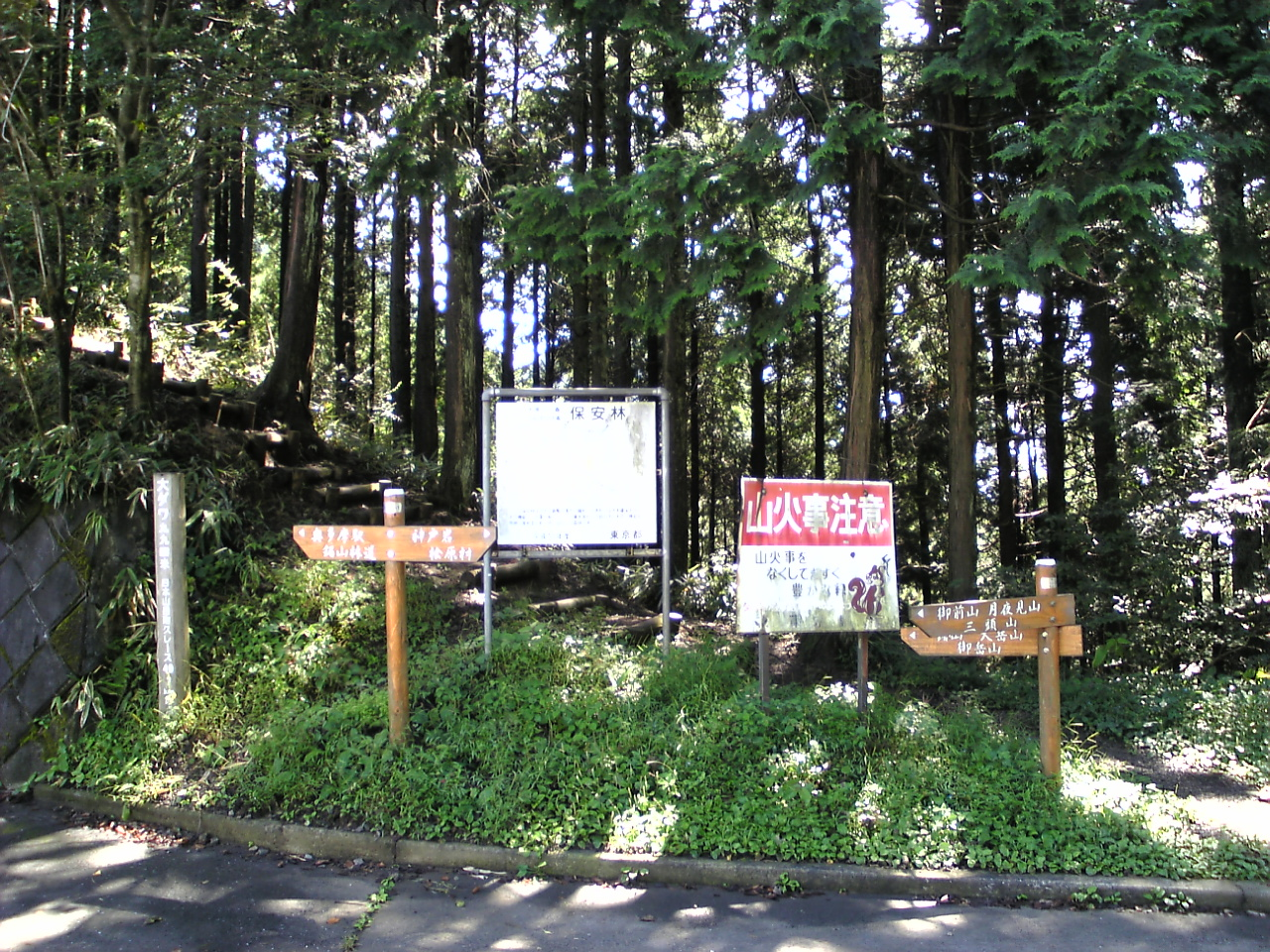
大ダワで接続する登山道

鋸山林道（のこぎりやまりんどう）は、東京都檜原村神戸から同奥多摩町氷川に至る、東京都森林事務所が管理する林道である。

## 概要
大ダワより北側を鋸山林道大沢入線、南側を鋸山林道神戸線とも称する。
延長約13kmで、鋸山（標高1109m）西側稜線と御前山(標高1405m)東側稜線の間に位置する大ダワ（標高994m。大ダワは稜線が大きく弛んだ地形を意する。）にて鞍部を越える。檜原側は神戸岩付近で村道に接続したのち都道205号に、奥多摩側は国道411号にそれぞれ接続する。
幅員は全線1 - 1.5車線で車の通行には注意を要するが、大ダワにはトイレや駐車スペースが整備されている。峠は登山道に接続しており、ハイキングの起点に訪れる者も多い。
奥多摩側は路面が比較的荒れており、たびたびがけ崩れによって通行止めとなる。